# Glen Brand
Glen Brand, né le 3 novembre 1923 à Clarion et mort le 15 novembre 2008, est un lutteur américain spécialiste de la lutte libre.

## Carrière
Glen Brand participe aux Jeux olympiques d'été de 1948 à Londres et remporte la médaille d'or dans la catégorie de poids moyens.